# Yuhai Tu
Yuhai Tu ist ein aus China stammender theoretischer Physiker, der in den Vereinigten Staaten wirkt.
Yuhai Tu studierte Physik an der University of Science and Technology in China mit dem Bachelor-Abschluss 1987 und an der University of California, San Diego, an der er 1991 promoviert wurde. Als Post-Doktorand war er am Caltech (Division Prize Fellow 1991 bis 1994). Ab 1994 war er am Thomas J. Watson Research Center von IBM. 2003 bis 2015 war er dort Manager der Theoriegruppe und Gruppe für Computerphysik.
2007 war er Gastprofessor an der Universität Peking.
Er befasst sich mit Aktiver Materie, insbesondere Schwarmverhalten, statistischer Physik im Nichtgleichgewicht zum Beispiel bei biochemischen Netzwerken, nichtlineare Dynamik, Oberflächenphysik, Netzwerken, Bioinformatik, Maschinenlernen und computergestützter Biophysik.
Er stellte 1995 mit John Toner die nach ihnen benannte Toner-Tu-Gleichung für Schwarmverhalten auf (genauer für kollektives Verhalten sich selbst fortbewegender Objekte, die bei der Fortbewegung dem Verhalten der Nachbarn folgen). Von ihm stammen wesentliche Beiträge zur Wachstumsdynamik an der Grenzfläche von Silizium und amorphem Siliziumdioxid, dem Genes@Work Mustererkennungsalgorithmus in RNA Microarray Analysen, mit verschiedensten Anwendungen wie zum Beispiel der Identifizierung eines bestimmten Leukämietyps, dem Standardmodell für bakterielle Chemotaxis, dem Tradeoff zwischen Energie, Geschwindigkeit und Genauigkeit in der Wahrnehmungs-Adaptation, biochemischer Oszillation und Synchronisation.
2004 wurde er Fellow der American Physical Society, deren Sektion für Biophysik 2017 vorstand. 2020 erhielt er den Lars-Onsager-Preis mit John Toner und Tamás Vicsek.

## Schriften
- mit J. Toner: Long-Range Order in a Two-Dimensional Dynamical Model: How Birds Fly Together, Phys. Rev. Lett., Band 75, 1995, S. 4326
- mit John Toner: Flocks, herds, and schools: A quantitative theory of flocking, Phys. Rev. E, Band 58, 1998, S. 4828, Abstract und Online
- mit S. H. Yook, H. Jeong, A. L. Barabasi: Weighted evolving networks, Phys. Rev. Lett., Band 86, 2001, S. 5835
- mit G. Stolovitzky, U. Klein: Quantitative noise analysis for gene expression microarray experiments, Proc. Nat. Acad. USA, Band 99, 2002, S. 14031–14036
- mit G. Grégoire, H. Chaté: Moving and staying together without a leader, Physica D, Band 181, 2003, S. 157–170
- mit J. Toner, S. Ramaswamy: Hydrodynamics and phases of flocks, Annals of Physics, Band 318, 2005, S. 170–244